# 15420 Aedouglass
15420 Aedouglass eller 1998 HQ31 är en asteroid i huvudbältet, som upptäcktes 28 april 1998 av Spacewatch vid Kitt Peak-observatoriet. Asteroiden har fått sitt namn efter den amerikanske astronomen A. E. Douglass.